# 北原じゅん
北原 じゅん（きたはら じゅん、1929年 - 2017年5月6日）は、日本のソングライター、編曲家である。
本名菊地 正巳（きくち まさみ）、別筆名文 れいじ（ぶん れいじ）。「兄弟仁義」、「骨まで愛して」、「愛の執念」、「命くれない」等のヒット曲、アニメ『まんが日本昔ばなし』の主題歌と劇伴音楽で知られる。日本クラウン専属作家。娘はプロゴルファーの菊地あつ子。

## 人物・来歴
1929年（昭和4年）、当時日本領であった樺太（現在のロシア共和国サハリン州）に生まれる。弟の正規はのちの歌手・城卓矢（菊地正夫）、作詞家・川内康範は叔父（叔母の元夫）にあたる。第二次世界大戦中に父が死去、引き揚げて室蘭市で育つ。
1983年（昭和58年）1月、自伝的小説『ダスビダーニャ樺太 さよならサハリン』をサンケイ出版（現在の扶桑社）から上梓する。
1989年（平成元年）5月9日、弟の城卓矢を満53歳で、2008年（平成20年）4月6日、叔父の川内康範を満88歳で、それぞれ失う。
2017年5月6日、転移性肝がんのため、死去。87歳没。

## おもなディスコグラフィ
- 『スタコイ東京』 : 歌唱 菊地正夫、1960年発売 - 作詞・作曲・編曲
- 『ふるさとは宗谷の果てに』 : 歌唱 菊地正夫、1962年10月発売 - 作詞・作曲・編曲
- 『アホカイ節』 : 歌唱 菊地正夫、作詞 十二村哲、1964年発売 - 作曲・編曲（「文れいじ」名義）
- 『君だけを』 : 歌唱 西郷輝彦、作詞水島哲、1964年2月15日発売 - 作曲・編曲
- 『東京っ子』 : 歌唱 柴山モモ子、作詞水島哲、編曲 たけだのりを、1964年6月 - 作曲
- 『十七才のこの胸に』 : 歌唱 西郷輝彦、作詞 水島哲、1964年8月1日発売 - 作曲・編曲
- 『兄弟仁義』 : 歌唱 北島三郎、作詞 星野哲郎、1965年4月20日発売 - 作曲
- 『骨まで愛して』 : 歌唱 城卓矢、作詞 川内和子（川内康範）、1966年1月発売 - 作曲・編曲
- 『サハリンの灯は消えず』 : 歌唱 ザ・ジェノバ、作詞 若木香、1968年2月10日発売 - 作曲・編曲
- 『今夜だけの恋』 : 歌唱 朝丘雪路、作詞 関根浩子、1968年 - 作曲・編曲
- 『冷たい男の詩/港町慕情』 : 歌唱 春日八郎、作詞 山口洋子、1972年 - 作曲
- 『行けレインボーマン』：歌唱 安永憲自、作詞 川内康範、1972年 - 作曲
- 『ど根性ガエルマーチ』 : 歌唱 石川進、作詞 東京ムービー企画部、1973年 - 作曲
- 『オー・サンボーイ』 : 歌唱 チャーリー・チェイ、作詞 東京ムービー企画部、1973年 - 作曲・編曲
- 『傀儡ブルース』 : 歌唱 海音寺剣、編曲 高田弘、1973年 - 作詞・作曲
- 『宴のあと』 : 歌唱 石原裕次郎、作詞 西沢爽、編曲 高田弘、1973年10月発売 - 作曲
- 『電撃!!ストラダ5』 : 歌唱 チャーリー・チェイ、作詞 伊東恒久、1974年 - 作曲
- 『愛ひとすじ』 : 歌唱 八代亜紀、作詞 川内康範、1974年5月25日発売 - 作曲
- 『愛の執念』 : 歌唱 八代亜紀、作詞 川内康範、1974年9月25日発売 - 作曲
- 『涙の中から』 : 歌唱 船木謙一、作詞 川内康範、1975年発売 - 作曲
- 『達磨音頭』 : 歌唱 中村梅之助、編曲 山路進一、1977年 - 作詞・作曲
- 『命くれない』 : 歌唱 瀬川瑛子、作詞 吉岡治、1986年3月21日発売 - 作曲
- 『憂き世川』 : 歌唱 瀬川瑛子、作詞 吉岡治、1988年2月5日発売 - 作曲

## フィルモグラフィ
- 『十七才のこの胸に』 : 監督鷹森立一、製作東映東京撮影所、配給東映、1964年11月14日公開 - 音楽
- 『骨まで愛して』 : 監督斎藤武市、日活、1966年7月9日公開 - 主題歌（「文れいじ」名義）
- 『レインボーマン』 : 監督長野卓・山田健・児玉進、東宝/NET、テレビ映画、1972年10月6日 - 1973年9月28日放映 - 音楽・主題歌
- 『レインボーマン 殺人プロフェッショナル』 : 監督長野卓、東宝チャンピオンまつり、1973年8月1日公開 - 音楽・主題歌（テレビ映画の第15話の劇場公開）
- 『荒野の少年イサム』 : 監督吉田茂承・波多正美・吉川惣司・高畑勲、フジテレビジョン/東京ムービー/読売広告社、テレビ映画（アニメーション）、1973年4月4日 - 1974年3月27日放映 - 主題歌
- 『電撃!ストラダ5』 : 監督遠藤三郎・小原宏裕・小沢啓一・白井伸明・林功・沢田幸弘、日活/NET/萬年社、テレビ映画、1974年4月5日 - 同年6月28日放映 - 音楽・主題歌
- 『まんが日本昔ばなし』 : 製作愛企画センター/グループ・タック/MBS、テレビ映画（アニメーション）、1975年1月7日 - 1977年3月26日放映 - 音楽・主題歌
- 『達磨大助事件帳』 : 製作前進座/国際放映/テレビ朝日、テレビ映画、1977年10月13日 - 1978年5月11日放映 - 主題歌
- 『まんが日本昔ばなし 桃太郎』 : 監督児玉喬夫、製作グループ・タック、配給東宝、1977年3月19日公開 - 音楽・主題歌
- 『セルフポートレート』 : 監督川本喜八郎、1988年 - 『命くれない』の作曲[4]
- 『昭和歌謡大全集』 : 監督篠原哲雄、製作光和インターナショナル、配給シネカノン、2003年11月15日公開 - 『骨まで愛して』の作曲

## ビブリオグラフィ
- 『ダスビダーニャ樺太 さよならサハリン』、サンケイ出版、1983年1月 ISBN 4383022669

## テレビ出演
- 『青春歌謡ショー』 : 讀賣テレビ放送、1965年6月21日 - 同年8月26日放送
- 『世界へとび出せ ニューエレキサウンド』 : 日本テレビ放送網、1965年10月1日 - 1966年3月25日放送 - 審査員

## 弟子
- 渡邊敬介[5]
- 美樹克彦[6]
- 我修院達也[7]
- ザ・ジェノバ